# Tsinghua-Universität

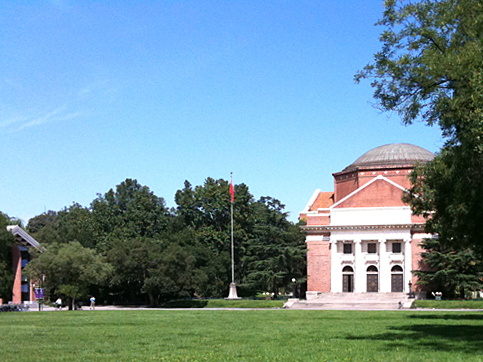
Altes Hauptgebäude der Tsinghua-Universität

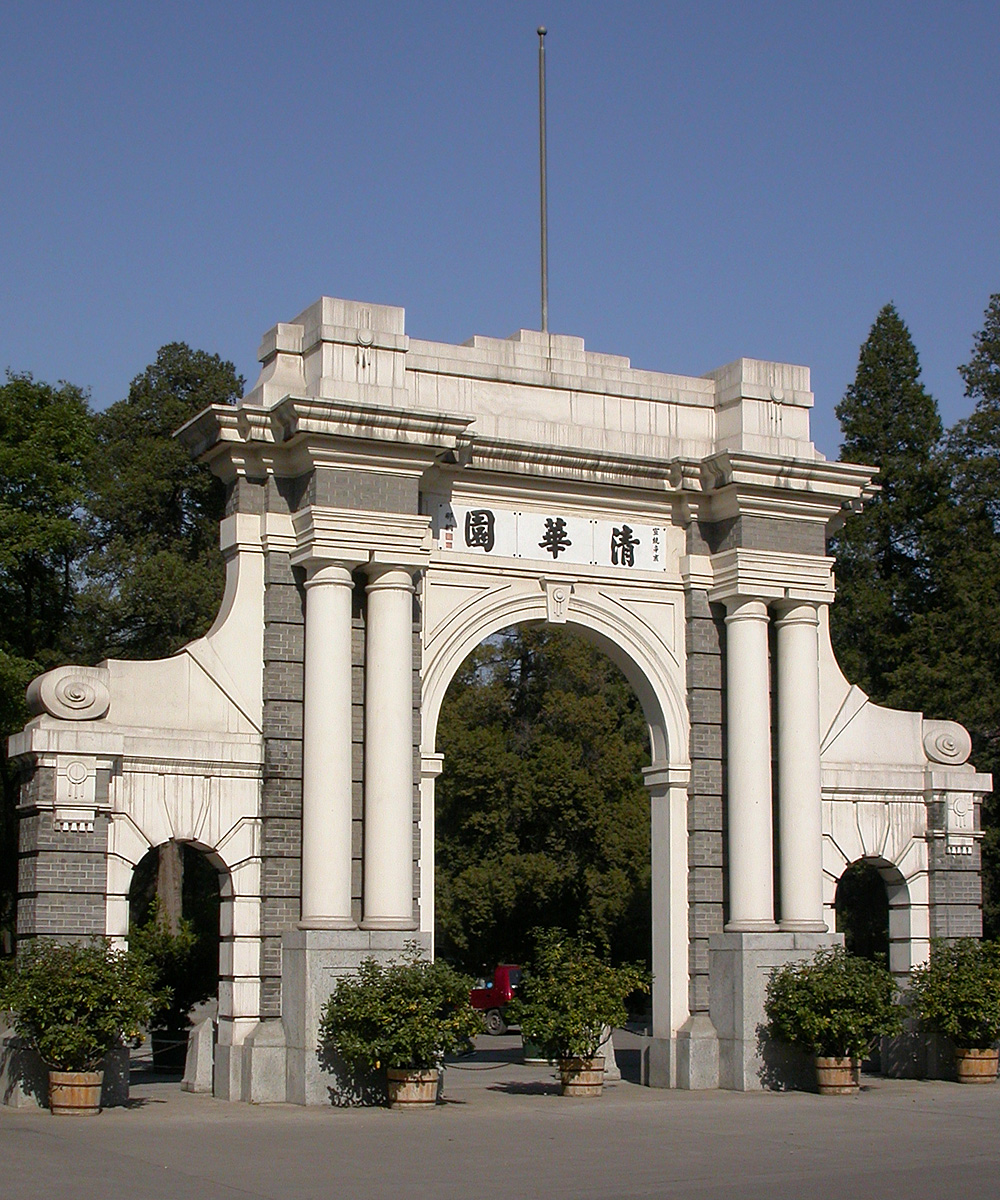
Altes Haupttor zum Tsinghua-Campus

Die Tsinghua-Universität (chinesisch 清華大學 / 清华大学, Pinyin Qīnghuá Dàxué, W.-G. Ch'ing-hua Ta-hsüeh) ist eine Universität in Peking, Volksrepublik China, die zu den selektivsten und renommiertesten Universitäten in China gehört. Nationale und internationale Rankings weisen die Tsinghua-Universität mit großem Abstand als führende technische und naturwissenschaftliche Universität Chinas aus und zusammen mit der Universität Peking als eine der beiden besten Universitäten des Landes. Die Tsinghua-Universität ist Mitglied in der C9-Liga, dem chinesischen Pendant zur amerikanischen Ivy League, die im Jahre 2009 aufgestellt wurde und die neun prestigereichsten Universitäten Chinas vereint.
Die Universität liegt im nordwestlichen Pekinger Stadtbezirk Haidian und grenzt unmittelbar an die Peking-Universität. Die von der Universität offiziell verwendete internationale Namensschreibung Tsinghua stammt aus der Zeit vor der Einführung des Pinyin. In bewusster Wahrung ihrer eigenen Tradition hat sich die Universität auch nach der Einführung des Pinyin für die Beibehaltung der bisherigen Schreibweise entschieden. Mit dem Motto Selbstdisziplin und Sozialengagement hat sich die Tsinghua University nach eigenen Angaben der akademischen Exzellenz und dem Wohlergehen der chinesischen Gesellschaft verschrieben.

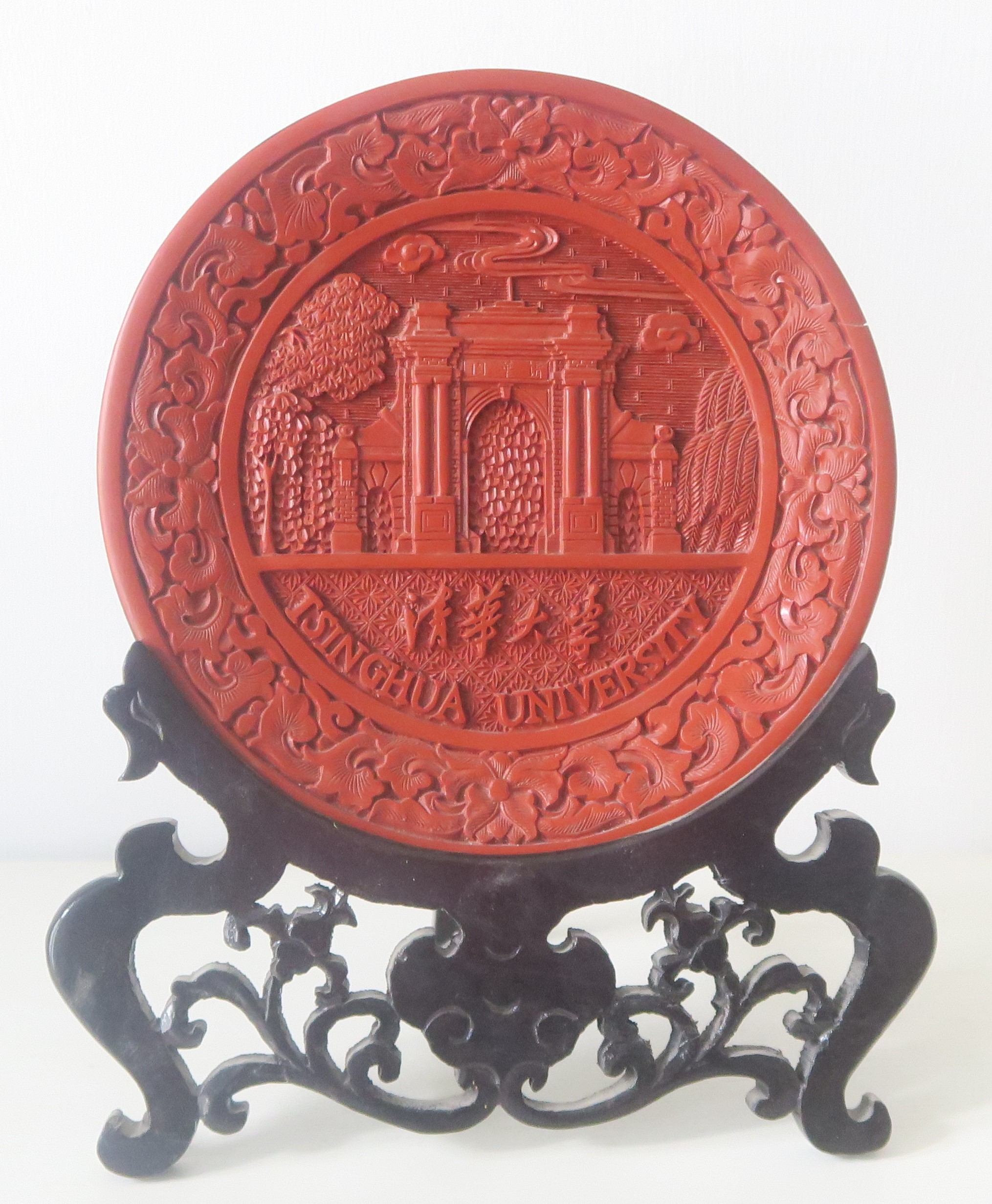
Geschenkstück 1990 der Universität, echter Schnitzlack.

## Geschichte
Die Tsinghua-Universität wurde 1911 in Peking mit Entschädigungsgeldern der chinesischen Regierung für den Boxeraufstand an die Vereinigten Staaten eingerichtet. Ursprünglich war die Tsinghua eine Vorbereitungsschule für chinesische Studenten, die von der Regierung zum Studium in die USA geschickt werden sollten, aber 1925 wurde sie in eine Universität umgewandelt. 1937 zu Beginn des Antijapanischen Kriegs wurde die Tsinghua-Universität mit der Peking-Universität und der Nankai-Universität zusammengeschlossen und nach Kunming verlegt. Nach dem Zweiten Weltkrieg wurden alle drei Universitäten wieder nach Peking bzw. Tientsin zurückverlegt. Ein Teil der Belegschaft widersetzte sich der Rückverlegung und zog 1956 nach Hsinchu in Taiwan, wo sie unter dem Namen Tsing-Hua-Nationaluniversität (國立清華大學 / 国立清华大学,  Guólì Qīnghuá Dàxué, Tongyong Pinyin Guólì Cinghuá Dàsyué – „wörtlich etw.: Nationale Tsing-Hua-Universität“, abgekürzt: NTHU) zuerst ein Institut für Nuklearwissenschaften gründete. Die beiden Tsinghua-Universitäten sind nicht mehr miteinander verbunden, behaupten aber jeweils, die wahre Tsinghua-Universität zu sein.
1952 wurde die Tsinghua zu einer Polytechnischen Hochschule im Laufe einer nationalen Reform des Hochschulsystems. Mit den Reformen von 1978 wurden auch andere Studienfächer ermöglicht, z. B. Management, VWL und Recht. 1999 wurde noch eine Schule für Kunst und Design eröffnet.
Der Campus der Universität beherbergt die ehemaligen kaiserlichen Gärten.

## Schulen und Fakultäten, Studierende
Die Tsinghua verfügt insgesamt über 21 Schulen und 12 Fakultäten, die in insgesamt 59 Abteilungen unterteilt sind. Einige dieser Schulen sind in einzelne Fakultäten unterteilt. Insgesamt ist die Tsinghua eine Kaderschmiede für chinesische Parteifunktionäre mit einem starken Fokus auf die Ingenieurwissenschaften.
Im August 2020 hatte die Universität 3.608 Lehrkräfte. 16.287 Studierende arbeiteten zu diesem Zeitpunkt auf ihren ersten Abschluss hin, 19.726 weitere studierten danach, so dass es zusammen 36.013 Studierende waren. Dazu kamen 17.289 Doktoranden, womit die Hochschule insgesamt 53.302 Menschen ausbildete. Viele der Studierenden leben in Studentenwohnungen in der Nähe des Campus. 2007 bestanden Kooperation mit 144 ausländischen Universitäten.
Mit seinen 15 Laboratorien gehört die Universität zu den führenden Forschungszentren Chinas. Sie beherbergt das nach Stephen A. Schwarzman benannte Stipendienprogramm Schwarzman Scholars Programme, eines der selektivsten weltweit.

## Rankings
Die Tsinghua-Universität wird zusammen mit der Peking-Universität in nationalen und internationalen Rankings regelmäßig als eine der beiden besten Universitäten der Volksrepublik China bewertet. In den Times Higher Education World University Rankings 2021 lag die Tsinghua-Universität als führende asiatische Universität auf Platz 20 im weltweiten Vergleich. In den Times Higher Education World Reputation Rankings 2020 lag sie auf Platz 13; 2017 hatte sie weltweit Platz 14 belegt.
In den QS World University Rankings des Jahres 2016 belegte sie weltweit Platz 24.

## Professoren
- Zeng Chenggang (* 1960), Bildhauer und Professor an der Akademie für Kunst und Design

## Gastprofessoren
- Rudolf Schulten (* 1923 † 1996), Nukleartechnologe, 1990–1996

## Bekannte Absolventen
- Chao Ko, Mathematiker
- Fei Xiaotong, Professor für Soziologie, Anthropologie und Ethnologie
- Feng Youlan, Philosoph
- Hao Jingfang, Schriftstellerin
- Hu Jintao, ehemaliger Staatspräsident der Volksrepublik China
- Huang Ju, Vizepremier der Volksrepublik China und Mitglied des Ständigen Ausschusses des Politbüros der Kommunistischen Partei Chinas
- Kai Lai Chung, Mathematiker
- Lou Jiwei, Vize-Generalsekretär des Staatsrates der Volksrepublik China sowie Chairman und CEO der China Investment Corporation
- Mu Dan, Dichter
- Qian Zhongshu, Schriftsteller
- Shiing-Shen Chern, Mathematiker, Wolf-Prize-Träger (1984)
- Shih-Ying Lee, Ingenieur, Erfinder und Unternehmer
- Sun Li-jen, General der Kuomintang
- Wang Xing (* 1979), Gründer und Vorstandsvorsitzende von Meituan
- Wen Yiduo (1899–1946), Dichter
- Wu Guanzheng, Mitglied des Ständigen Ausschusses des Politbüros der Kommunistischen Partei Chinas
- Xi Jinping (* 1953), Staatspräsident der Volksrepublik China
- Zhao Jiuzhang, Physiker
- Zhou Peiyuan, ehemaliger Präsident der Peking-Universität
- Zhou Xiaochuan, Präsident der chinesischen Zentralbank
- Zhu Rongji, ehemaliger Premierminister der Volksrepublik China